# Efrem II (patriarcha Gruzji)
Efrem, imię świeckie Grigol Sidamonidze (ur. 1896, zm. 1972) – Katolikos-Patriarcha Gruzji w latach 1960–1972.

## Życiorys
Był synem psalmisty cerkiewnego. W wieku ośmiu lat rodzina oddała go do szkoły duchownej w Gori, które ukończył w 1912. Następnie został przyjęty do seminarium duchownego w Tyflisie. Jako jego uczeń wielokrotnie pielgrzymował do monasterów (Kwatachewi, Szio-Mgwime), gdzie śpiewał i czytał w czasie nabożeństw. Oprócz średniego wykształcenia teologicznego ukończył w 1923 studia na wydziale historyczno-filologicznym uniwersytetu w Tyflisie. Jako student IV roku złożył wieczyste śluby mnisze, przyjmując imię Efrem.
W 1927 przyjął chirotonię biskupią z rąk Katolikosa-Patriarchy Gruzji Krzysztofa III i objął katedrę suchumsko-abchaską.
W 1945 otrzymał godność metropolity. Przyczynił się do przeprowadzenia remontu szeregu cerkwi, w tym do ponownego otwarcia monasteru Bodbi oraz do rekonstrukcji ikonostasu soboru w Mcchecie w tradycyjnym stylu gruzińskim.
Wybrany na Katolikosa-Patriarchę w 1960. Był zwolennikiem gruzińskiego ruchu narodowego i podejmował działania na rzecz podniesienia pozycji społecznej Gruzińskiego Kościoła Prawosławnego, które jednak spotykały się z represjami władz radzieckich. Uczestniczył również w międzynarodowym ruchu chrześcijan na rzecz pokoju oraz był członkiem organizacji działających na rzecz ochrony zabytków kultury gruzińskiej. W 1963 zorganizował kursy teologiczne w Tbilisi, będące ówcześnie jedyną szkołą dla kandydatów na prawosławnych duchownych w Gruzińskiej SRR, przekształcone w 1969 w seminarium duchowne. Doprowadził również do publikacji tłumaczenia Nowego Testamentu na współczesny język gruziński. Był ponadto autorem monografii poświęconej św. Maksyma Wyznawcy, słownika archaizmów gruzińskich oraz nowego opracowania akafistu do świętych Dawida i Konstantyna.
Otrzymał najwyższe odznaczenia prawosławnych Kościołów Aleksandryjskiego, Antiocheńskiego, Rosyjskiego, Bułgarskiego oraz Czechosłowackiego. Za swoją postawę w czasie II wojny światowej otrzymał ponadto Medal „Za obronę Kaukazu”.